# إريك زيتربيرغ
إريك زيتربيرغ (بالسويدية: Erik Zetterberg)‏ هو لاعب كرة قدم سويدي في مركز الوسط، ولد في 16 فبراير 1997 في السويد. لعب مع نادي فالكنبرغ.

## وصلات خارجية
- إريك زيتربيرغ على موقع اتحاد السويد (السويدية)
- إريك زيتربيرغ على موقع قاعدة بيانات كرة القدم.إي يو (الإنجليزية)
- إريك زيتربيرغ على موقع Soccerway.com (الإنجليزية)